# Ordgar
Ordgar (ca. 910 - 971) was een belangrijke Engelse edelman uit de tiende eeuw.
Ordgar was een grootgrondbezitter in Cornwall en Devon. Hij stichtte het klooster van St Rumon in Cornwall en de Onze Lieve Vrouwe munster in Tavistock. De stichtingen werden na zijn dood door zijn zoon Ordulf afgerond. In 964 trouwde zijn dochter Ælfthryth met koning Edgar van Engeland. Bij die gelegenheid werd Ordgar benoemd tot ealderman (hertog). Ordgar gaf een landgoed in Berkshire als bruidsschat. Tot aan zijn dood was Ordgar een belangrijke adviseur van de koning. Ordgar is begraven te Exeter.